# Felsőzsolcai szélerőmű
A Cervantes szélerőmű 2006 szeptemberében kezdett működni. Nevét Cervantes spanyol íróról kapta, halhatatlan hőse, Don Quijote szélmalommal vívott harcára emlékezve.

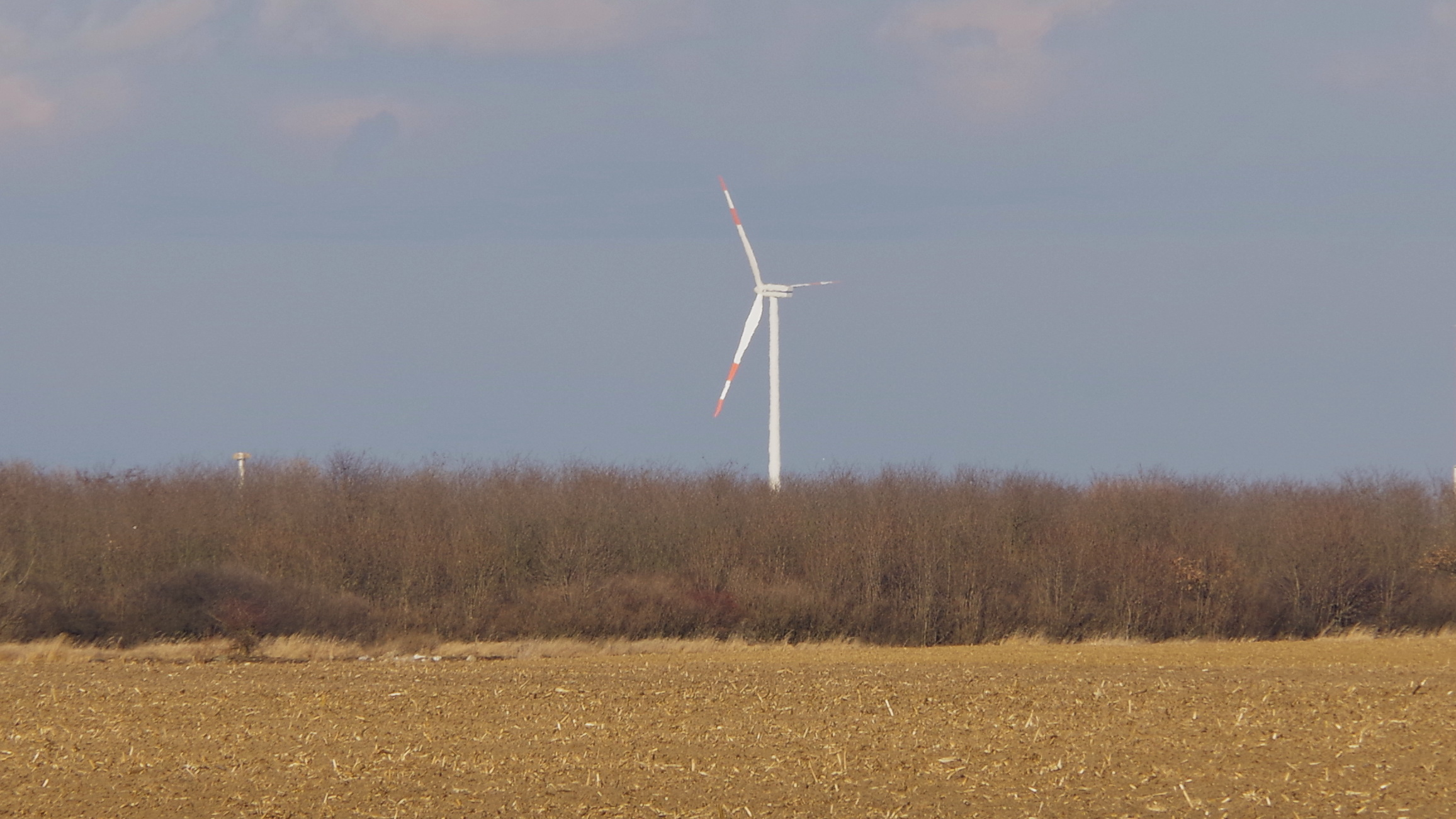
A felsőzsolcai Cervantes szélerőmű állás közben

A Felsőzsolca és Onga határában található szélerőmű tornya 105 m magas, 44 m-es lapátjai vannak. Amennyiben egy lapát függőlegesen felfelé áll, a szerkezet majdnem 150 m magas. A szerkezet tömege 336 tonna. Az erőművet szeptember közepén adták át, de csak decemberben indulhatott meg az áramtermelés, ugyanis addig kellett várni, hogy megérkezzen az új transzformátor. Az esetek ~95%-ban forognak a szélerőmű lapátjai.
A 90 m átmérőjű rotor mindig a legkedvezőbb szélirányba fordul. Az erőmű maximálisan 2 MW teljesítmény leadására képes, amivel 20 ezer db 100 W-os égőt lehetne működtetni. A beruházás közel 800 millió forintba került, ami körülbelül 10 év alatt térül meg. A rotorok által termelt villamos energiát az ÉMÁSZ Nyrt. vásárolja meg.

## A szélerőmű paraméterei
Típusa: Vestas V90-2MW

Névleges teljesítménye: 2 MW

Toronymagassága: 105 méter

Teljes magassága: 150 méter

Tömege: 336 tonna

Lapátok: 3 darab, egyenként 44 méter, karbonszálas felépítés

Rotor átmérője: 90 méter

## Külső hivatkozások
- Szélerőművet avattak Miskolc határában, 2006. október 12.
- A felsőzsolcai szélerőmű eddig 100 ezer kWh áramot termelt, 2007. január 9.[halott link]
- SZÉLERŐMŰ CSATLAKOZTATÁSA AZ ÉMÁSZ HÁLÓZATI KFT. KÖZCÉLÚ HÁLÓZATÁN 2007 9. szám[halott link]
- Szelet vetettek, energiát aratnak 2006. október 11
- A Vestas V90 adatlapja[halott link]

Koordináták: é. sz. 48° 05′ 52″, k. h. 20° 54′ 28″48.097814°N 20.907675°E